# Сан-Мартіню (Ковілян)
Сан-Мартіню (порт. São Martinho; МФА: [ˈsɐ̃w maɾ.ˈti.ɲu]) — парафія в Португалії, у муніципалітеті Ковілян. Розташована в східній частині країни, на теренах історичної португальської провінції Бейра. Входить до складу округу Каштелу-Бранку. За адміністративним поділом, чинним до 1976 року, терени парафії були складовою провінції Нижня Бейра. Належить до Порталегрівсько-Каштелу-Бранківської діоцезії Католицької церкви. Патрон — Мартин Турський. Площа — 9,5703 км². Населення — 4165 ос. (2011). Середньо урбанізований регіон. Густота населення — 435,2 осіб/км²
. Код — 050319.

## Назва
- Ковілян (Сан-Мартіню) (порт. Covilhã (São Martinho)) — офіційна назва.

## Населення
| Кількість мешканців | Кількість мешканців | Кількість мешканців | Кількість мешканців | Кількість мешканців | Кількість мешканців | Кількість мешканців | Кількість мешканців | Кількість мешканців | Кількість мешканців | Кількість мешканців | Кількість мешканців | Кількість мешканців | Кількість мешканців | Кількість мешканців |
| ------------------- | ------------------- | ------------------- | ------------------- | ------------------- | ------------------- | ------------------- | ------------------- | ------------------- | ------------------- | ------------------- | ------------------- | ------------------- | ------------------- | ------------------- |
| 1864                | 1878                | 1890                | 1900                | 1911                | 1920                | 1930                | 1940                | 1950                | 1960                | 1970                | 1981                | 1991                | 2001                | 2011                |
| 2 005               | 2 482               | 4 098               | 4 009               | 4 246               | 3 228               | 3 918               | 5 359               | 5 909               | 5 938               | 5 996               | 5 222               | 5 165               | 4 910               | 4 165               |